# Polisolfuri
I polisolfuri sono i composti di formula generale R–[Sn]–R, contenenti una catena di atomi di zolfo, con n ≥ 2 e R ≠ H. Secondo alcuni autori i composti R–S2–R non vanno considerati come polisolfuri. I polisolfuri di idrogeno (R = H) sono denominati polisolfani. Sono chiamati polisolfuri anche gli anioni Sx2-, che si possono considerare derivati dai polisolfani per deprotonazione, anche se la loro sintesi si effettua per altre vie. I composti contenenti catene di atomi di zolfo sono numerosi. La facilità con cui lo zolfo può formare catene di atomi è dovuta alla notevole forza del legame singolo S–S (265 kJ/mol), che è sorpassata solo dai legami singoli H–H (435 kJ/mol) e C–C (330 kJ/mol).

## Polisolfuri inorganici, anioni e complessi

Frammento della struttura cristallina di Na_{2}S_{5}.

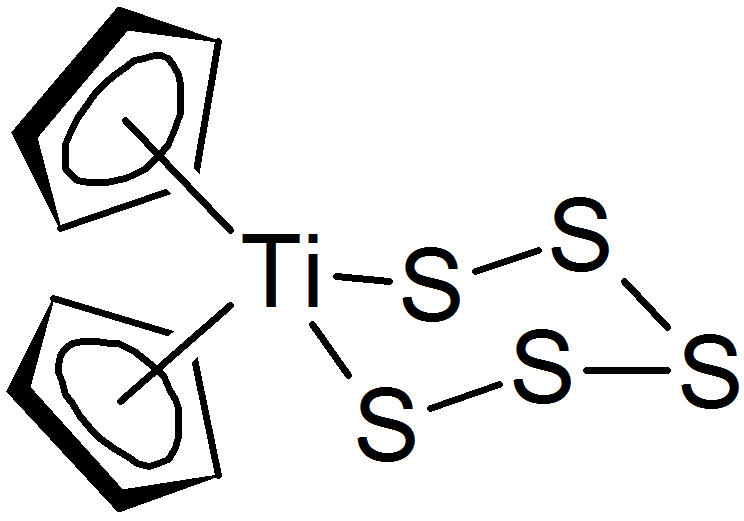
Il composto (C_{5}H_{5})_{2}TiS_{5} è un esempio di complesso contenente un legante polisolfuro.

Gli anioni polisolfuri Sx2- danno luogo a numerosi sali con i metalli alcalini e alcalino-terrosi. Questi sali sono di colore giallo a temperatura ambiente e diventano rossi per riscaldamento. Alcuni esempi sono Na2Sn (n = 2–6) e BaSn (n = 2–4). Si ottengono per sintesi diretta dagli elementi facendo fondere quantità stechiometriche di metallo e zolfo.
Gli anioni polisolfuro possono fungere da leganti nella chimica di coordinazione. Alcuni esempi di polisolfuri complessi dei metalli di transizione sono il pentasolfuro di titanocene, [Ni(S4)2]2−, e [Pt(S5)3]2−. Il legante polisolfuro si coordina in genere come chelato, con le due estremità che si legano allo stesso centro metallico formando un anello. C'è evidenza che in molti di questi composti l'anello sia flussionale in soluzione. Anche gli elementi dei gruppi principali possono formare polisolfuri complessi.

## Polisolfuri organici
I polisolfuri organici hanno formula generale R–[Sn]–R, dove R è un sostituente organico che può essere alchilico o arilico. Si sono preparati polisolfuri organici dove la catena di atomi di zolfo arriva a 35 atomi, ma solo come miscele di composti con catene di zolfo di lunghezza diversa. Come sostanze pure si conoscono polisolfuri che arrivano a catene di 16 atomi.

## Applicazioni
I polisolfuri sono utilizzati o sono implicati in numerose applicazioni di notevole importanza economica.

### Vulcanizzazione della gomma

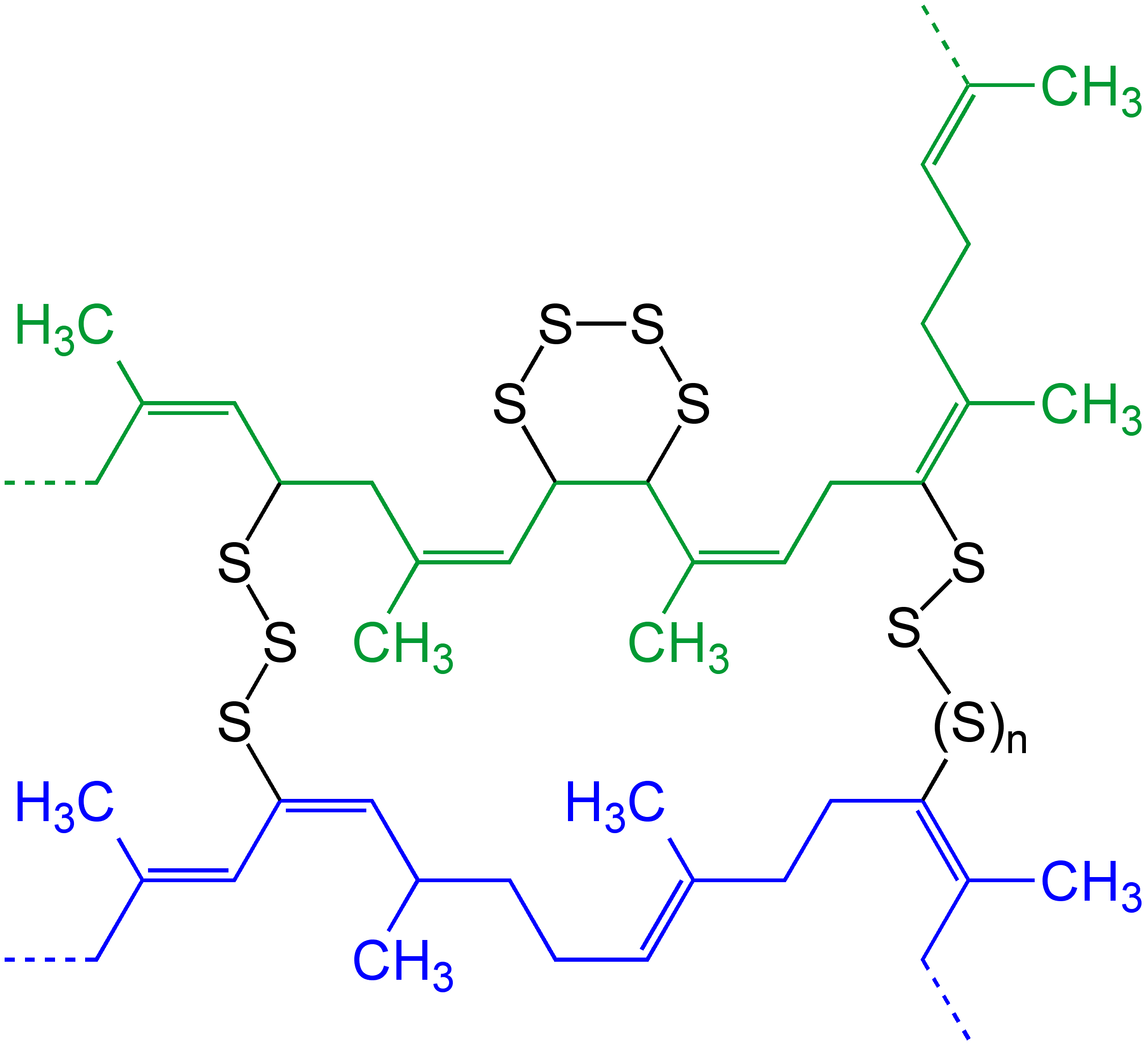
Struttura idealizzata di due catene (blu e verde) della gomma naturale. Nella reazione di vulcanizzazione con zolfo elementare si formano gruppi polisolfuro, alcuni dei quali creano reticolazioni tra le due catene.

Nel processo di vulcanizzazione i polisolfuri organici si formano trattando la gomma (sintetica o naturale) con zolfo elementare e altri additivi. I polisolfuri formati creano ponti che legano tra loro le catene dell'elastomero originale; queste reticolazioni conferiscono elasticità e rigidità al materiale. Questa è l'applicazione industriale più importante che concerne i polisolfuri; ogni anno i processi di vulcanizzazione consumano più di 100000 tonnellate di zolfo.

### Coloranti allo zolfo
I coloranti allo zolfo sono utilizzati per tingere fibre di cellulosa da più di 100 anni, e vengono prodotti annualmente in quantità superiore alle 100000 tonnellate. Si preparano industrialmente facendo reagire polisolfuro di sodio con una varietà di derivati dell'anilina o altri cromofori organici, a seconda del colore che si desidera ottenere.
Il blu oltremare è un pigmento inorganico di colore blu, conosciuto sin dall'antichità, che ora viene prodotto artificialmente. Il colore blu è dato dalla formazione di radicali anioni S3- che contengono un elettrone spaiato.

### Polimeri polisolfurici
Questi polimeri sono costituiti da catene di atomi di zolfo alternate a frammenti organici. La lunghezza della catena di atomi di zolfo determina la "classe" del materiale. Si ottengono dalla polimerizzazione di composti alifatici dicloruri con polisolfuro di sodio:
nCl–R–Cl + nNa2Sx → (–R–S–S–)-n + 2n NaCl
Uno dei dicloruri più usati nella polimerizzazione è il bis(2-cloroetossi)metano, ottenuto dalla reazione di 2-cloroetanolo e formaldeide:
2Cl––CH2–CH2–OH + CH2O → Cl–CH2–CH2–O––CH2–O–CH2–CH2–Cl + H2O
Il polisolfuro polimerico che si ottiene è un solido gommoso. Se si desidera un polimero liquido si opera la riduzione di parte dei gruppi polisolfuri trasformandoli in tioli terminali:
–R–S–S–R– + NaHS + Na2SO3 → 2 –R–SH + Na2S2O3 + NaOH
Questi materiali in forma liquida sono i tipi più comuni di polimeri polisolfuri, hanno una peso molecolare di circa  700-8000 u  e sono commercializzati con il nome depositato Thiokol. I polimeri polisolfurici sono insolubili in acqua, olio, e molti altri solventi organici. Per la loro resistenza ai solventi e la loro resistenza alle basse temperature, questi polimeri sono utilizzati come sigillanti per riempire le fughe nelle pavimentazioni, in parabrezza per auto e strutture di aerei.

### Oli additivati
I polisolfuri organici contengono zolfo in forma facilmente rilasciabile, e sono utilizzati da anni come additivi in oli per ridurre l'attrito, aumentare la resistenza alla pressione, e conferire proprietà antiusura. Nei polisolfuri le catene di zolfo possono rompersi facilmente ad alta temperatura. Lo zolfo così liberato forma uno strato di solfuri metallici sulle superfici a contatto, abbassando il coefficiente d'attrito del metallo.

### Materiali da costruzione
I polisolfuri sono implicati anche nella formazione del cemento allo zolfo e del calcestruzzo allo zolfo. Il cemento allo zolfo è preparato fondendo a 140 °C zolfo elementare additivato con un 5–10% di una miscela di oligomeri del ciclopentadiene. Durante la fusione si forma una miscela complessa di polisolfuri legati al substrato organico, che conferisce al materiale notevole rigidità. Questo materiale è noto come cemento allo zolfo, e non manifesta la tipica fragilità dovuta ai processi di interconversione tra gli allotropi α- e β-S8. Il calcestruzzo allo zolfo si ottiene mescolando il cemento allo zolfo con materiali inerti. Questi materiali da costruzione allo zolfo si sono rivelati tecnologicamente validi per l'utilizzo in calcestruzzi, rivestimenti e asfalti, e sono più resistenti agli acidi e alle condizioni saline rispetto al cemento Portland e al calcestruzzo convenzionale. Il loro utilizzo come materiali da costruzione rimane tuttavia limitato a nicchie di mercato. Per la caratteristica di non richiedere acqua per la messa in opera sono stati proposti come possibili materiali da costruzione da usare sulla Luna e su Marte.

### Batterie allo zolfo-sodio
Durante il funzionamento delle batterie allo zolfo-sodio si formano composti Na2Sn a partire dagli elementi sodio e zolfo. Queste batterie possono immagazzinare cinque volte più energia (a parità di peso) rispetto alla classica batteria al piombo e sono costituite da materiali poco costosi. Hanno però lo svantaggio di operare a temperature di 300–350 °C, per cui sono adatte principalmente per applicazioni statiche.